# Pteropus leucopterus
Pteropus leucopterus är en fladdermusart som beskrevs av Coenraad Jacob Temminck 1853. Pteropus leucopterus ingår i släktet Pteropus och familjen flyghundar. IUCN kategoriserar arten globalt som livskraftig. Inga underarter finns listade.
På grund av tydliga avvikelser i skallens konstruktion föreslog Miller 1907 att arten skulle listas i ett eget släkte, Desmalopex. De flesta andra taxonomiska avhandlingar räknar arten fortfarande till släktet Pteropus. Undersökningar av djurets DNA visade en närmare släktskap med Pteralopex och Acerodon. Populationen på Mindoro blev 2008 beskriven som ny art,  Pteropus microleucopterus (Desmalopex microleucopterus).
Individerna når en längd av 18,5 till 24 cm, saknar svans och väger 250 till 375 g. De har 13,5 till 14,5 cm långa underarmar och 2,6 till 2,8 cm långa öron. Kroppen är täckt av ljusbrun päls och flygmembranen har likaså en ljusbrun grundfärg. På flygmembranen förekommer många vita fläckar.
Denna flyghund förekommer i norra och östra Filippinerna. Arten vistas i låglandet och i bergstrakter upp till 1100 meter över havet. Habitatet utgörs av skogar och av gräsmarker med trädgrupper. Individerna bildar inga stora kolonier men troligen mindre flockar. Pteropus leucopterus har en parningstid per år och per kull föds en eller sällan två ungar. I några delar av utbredningsområdet utför flyghunden vandringar.